# HD 19735
HD 19735，又名BD+47 779，SAO 38638、HR 949，是一颗恒星，视星等为6.33，位于銀經146.06，銀緯-8.71，其B1900.0坐标为赤經3h 5m 31.1s，赤緯+47° -8.71′ 1″。